# Колиндрес, Вероника
Вероника Эбигейл Колиндрес Гарсия (исп. Verónica Abigail Colindres García; род. 9 июля 1986, San Juan Opico, Ла-Либертад) — сальвадорская легкоатлетка, специалистка по спортивной ходьбе. Выступала на профессиональном уровне в 2004—2015 годах, чемпионка Центральной Америки, победительница и призёрка ряда крупных международных стартов, участница летних Олимпийских игр в Пекине.

## Биография
Вероника Колиндрес родилась 9 июля 1986 года в муниципалитете Сан-Хуан-Опико департамента Ла-Либертад, Сальвадор.
Первого серьёзного успеха в лёгкой атлетике на международном уровне добилась в сезоне 2004 года, когда вошла в состав сальвадорской сборной и выступила на юниорском первенстве Центральной Америки в Коацакоалькосе, где в зачёте ходьбы на 5 км выиграла серебряную медаль.
В 2005 году финишировала третьей в юниорской гонке на 10 км в рамках Панамериканского кубка в Лиме, заняла 23-е место в ходьбе на 20 км на международном старте в Ла-Корунье.
В 2006 году на Кубке мира в Ла-Корунье показала 56-й результат в личном зачёте 20 км. Помимо этого, одержала победу на молодёжном первенстве NACAC в Санто-Доминго, стала четвёртой на Центральноамериканских и Карибских играх в Картахене.
В 2007 году превзошла всех соперниц на соревнованиях в Сан-Фернандо, установив при этом свой личный рекорд на дистанции 20 км — 1:35:39. Позднее финишировала пятой на чемпионате Испании в Санта-Эулалия-дель-Рио, четвёртой на Панамериканском кубке в Санта-Катарине, завоевала серебряную награду на домашнем открытом первенстве NACAC в Сан-Сальвадоре, стартовала на Панамериканских играх в Рио-де-Жанейро.
В 2008 году среди прочего принимала участие в международных стартах в Чиуауа, Пекине, Ла-Корунье. Выполнив олимпийский квалификационный норматив (1:38:00), удостоилась права защищать честь страны на летних Олимпийских играх в Пекине. В программе ходьбы на 20 км показала время 1:36:52, расположившись в итоговом протоколе соревнований на 37-й строке.
В 2009 году победила на домашнем центральноамериканском чемпионате в Сан-Сальвадоре, получила серебро на Панамериканском кубке в Сан-Сальвадоре, была шестой на чемпионате Центральной Америки в Гаване.
В 2010 году участвовала в Кубке мира в Чиуауа, в иберо-американском чемпионате в Сан-Фернандо, в Центральноамериканских и Карибских играх в Маягуэсе, но во всех случаях была дисквалифицирована.
Завершила спортивную карьеру по окончании сезона 2015 года.